# Stylistyka
Stylistyka – dyscyplina z pogranicza nauki o literaturze i językoznawstwa, zajmująca się sposobami językowego ukształtowania wypowiedzi, analizująca tekst pod względem celowości, przydatności i stosowności użytych w nim środków językowych.
Stylistyka wykorzystuje na swoje potrzeby wszystkie działy nauki o języku: fonetykę, aby móc zbadać wartość brzmieniową tekstu; morfologię i słowotwórstwo, które mogą być pomocne np. przy rozpoznawaniu użytych przez autora form fleksyjnych lub neologizmów; składnię, gdyż budowa zdań także wpływa na stylistyczną wartość tekstu; semantykę, która pomaga ocenić zasadność użytego słownictwa. Nauka o stylu wykształciła także szeroki zakres własnych pojęć (środki stylistyczne, style, stylizacje), niezbędnych do badania tekstu.
Stylistyka dzieli się na:
- językoznawczą (językową, tzw. lingwostylistyka[1] ) – jej przedmiotem są wszelkie wypowiedzi językowe, zróżnicowane w wymiarze diafazycznym, wyodrębnia i bada funkcjonujące w języku style funkcjonalne,
- literaturoznawczą (literacką) – badającą i analizującą styl wypowiedzi literackich (styl autora, styl dzieła literackiego, styl gatunku literackiego, styl epoki, itp.),
- normatywną – ustala wzorce stosowania poszczególnych stylów i właściwego wysławiania się,
- kwantytatywną – bada za pomocą metod matematycznych teksty w różnych językach i na tej podstawie formułuje ogólnie obowiązujące prawa dotyczące stylu.

Stylistyka, podobnie jak językoznawstwo, dzieli się na odłam synchroniczny i diachroniczny. Stylistyka synchroniczna analizuje zróżnicowanie stylistyczne tekstów i ocenia je pod względem walorów stylistycznych. Może przybrać zarówno charakter teoretyczny, jak i praktyczny (np. popularyzując praktyczne zagadnienia stylistyczne). Stylistyka diachroniczna zajmuje się zaś wymiarem historycznym, badając wariację stylistyczną i zmiany kształtujące się na przestrzeni rozwoju języka .